# Petronella Burgerhof
Petronella Burgerhof (L'Aia, 6 dicembre 1908 – L'Aia, 15 settembre 1991) è stata una ginnasta olandese.

## Palmarès

### Olimpiadi
- 1 medaglia:
  - 1 oro (Amsterdam 1928 nel concorso a squadre)